# M̱
La M con macrón suscrito (Mayúscula: M̱ minúscula: m̱), es un grafema usado en la escritura de los idiomas; Usila Chinanteco, Yele y Zapoteco de Mitla, y en la romanización del Telugu.  Esta es la letra M con un macrón suscrito.

## Codificación
La M con macrón suscrito se puede representar con los siguientes caracteres en Unicode:
| forma     | representación | Puntos de código | descripción                                  |
| --------- | -------------- | ---------------- | -------------------------------------------- |
| Mayúscula | M̱              | U+004D U+0331    | Letra mayúscula latina M con macrón suscrito |
| minúscula | m̱              | U+006D U+0331    | Letra minúscula latina M con macrón suscrito |